# Nicole Hanselmann
Nicole Hanselmann (Uster, cantó de Zúric, 6 de maig de 1991) és una ciclista suïssa professional des del 2014 i actualment a l'equip Cervélo-Bigla. Combina la carretera amb el ciclocròs. Ha guanyat el Campionat nacional en ruta de 2017.
L'any 2019, durant la contrarellotge Omloop Het Nieuwsblad a Bèlgica, va arribar fins al grup masculí, el que va obligar els organitzadors a aturar Hanselmann i alhora a la resta de corredores femenines.

## Palmarès en ruta
- 2009
  -  Campiona de Suïssa júnior en contrarellotge
- 2013
  - 1a al Tour de Berna
  - 1a al Gran Premi de Chambéry
  - 1a al Gran Premi Cham-Hagendorn
- 2016
  - 1a a l'Enfer du Chablais
  - Vencedora d'una etapa al Ladies Tour of Norway
- 2017
  -  Campiona de Suïssa en ruta
- 2018
  -  Campiona de Suïssa contrarellotge